# 七人の女弁護士
『七人の女弁護士』（しちにんのおんなべんごし）は、1991年から1997年までテレビ朝日系「木曜ドラマ」枠（21時 - 21時54分（JST））で放送された日本のテレビドラマシリーズ。主演は賀来千香子。
ミステリチャンネルで再放映中。
2006年と2008年にはタイトル表記を『7人の女弁護士（読み方は同じ）』に改め、釈由美子主演でリメイクされ、新シリーズとして放送されている。

## 概要・あらすじ
弁護士の保坂夏子は父・正国の引退を機に、父の法律事務所を引き継ぐことになった。法的に弱者となっている女性たちを救うために、夏子は所属する弁護士が全員女性の「七人の女弁護士事務所」を立ち上げた。
現代社会における女性特有の問題により、様々な理由で不利な状況に立たされた女性たちを救うべく、7人の女性弁護士たちが立ち上がり、同じ女性の立場から法廷で闘うヒューマン・ドラマ。
自主規制の強い昨今と男女平等が叫ばれている現代では再放送は困難な作品といえる

## 登場人物

### 七人の女弁護士事務所
保坂夏子
演 - 賀来千香子
「新東京弁護士会」所属の弁護士。「七人の女弁護士事務所」所長。父･正国も優秀な弁護士だが、今は現役を退いている。母は小さい頃に亡くしている。
血の気が多く、責任感の強い女性。事務所を設立したばかりの駆け出しの頃は甘さをよく指摘されていたが、父親譲りの洞察力や粘り強さを持ち業界内でも一目置かれる弁護士として成長していく。
氷村玲子
演 - 岡江久美子
ヤメ検（検事出身）の弁護士。修習生時代と検事時代の2年間を金沢で過ごす。過去にセクハラの被害に遭ったことがあり、男尊女卑の考えを特に嫌っている。男運があまり良くない様子。最初の頃は夏子とは対立することが多かった。
養女に出された過去を持ち、育ての母は17歳の時に、育ての父は28歳の時に亡くす。その父は罠による誤認逮捕により、取調べ中に自殺したことにより検事を辞めている。
乾美樹
演 - 鳥越マリ（第1シリーズ）
大学医学部出身（元・医者?）。「全東京弁護士会」所属の弁護士、31期。旧姓は「ぜにや」。
父は世田谷署の刑事。新聞記者であった夫と大学2年の時に学生結婚するも、死別。父や夫の正義感を受け継ぎ、弁護士へ。事務所への採用は、父と古い友人である正国の一存である。伊津とは過去に面識あり。
清水真琴
演 - 五十嵐いづみ（第1シリーズ）
弁護士になったばかりの駆け出しの新人。夏子と同じく血の気が多い性格。
平林アヤ子
演 - 和泉ちぬ （第1シリーズ）
「東京若葉弁護士会」所属の弁護士、35期。家族は、夫と子供2人がいる家庭の都合によりパート勤務。そのため法廷に立たず、デスクワーク中心（書面作成1件に付き、歩合なしの契約）。そろばんと速記が1級、簿記2級である。
佐野圭子
演 - 松金よね子（第2シリーズ - ）
第2シリーズから「七人の女弁護士事務所」に入った弁護士。夫の年収は800万との事。
吉野美晴
演 - 星遙子（第2シリーズ・第3シリーズ）
第2シリーズから「七人の女弁護士事務所」に入った弁護士。夫は医者である。
香取由紀
演 - 立原麻衣（第2シリーズ・第3シリーズ）
第2シリーズから「七人の女弁護士事務所」に入った弁護士。たまにめがねをかける事がある。
水木香織
演 - 松本友里（1997年スペシャル）
西田千春
演 - 浅倉涼子（1997年スペシャル）
綾小路桜子
演 - 菅井きん
弁護士歴29年の弁護士（第1シリーズ時）。正国を大恩人と慕う。夏子を｢お嬢ちゃま｣と呼び、亡くなった夏子の母に代わって夏子を育ててきた。
谷口伊津
演 - 佐藤友美
女性の人権問題では有名な弁護士。「第二共同法律事務所」より移籍。趣味は絵を描くこと。夏子には良き先輩として冷静な観点からアドバイスを送る。金沢に別れた夫（地元の県警）と娘がいる。離婚の原因は夫の浮気で、その相手が夫の再婚相手である。

### その他
保坂正国
演 - 小林桂樹
夏子の父で弁護士。夏子に対し、事あるごとにアドバイスを送っている。時には夏子達と共に自らが弁護士として法廷に立つことも。
横山良介
演 - 宅麻伸（第2シリーズ）
夏子の交際相手のカメラマン。
伊橋健一
演 - 菊池健一郎（第1シリーズ）
「七人の女弁護士事務所」のお手伝い。
美田めぐみ
演 - 貴本亜莉紗（第1シリーズ）
夏子らが立ち寄る喫茶店でバイトをしている。司法勉強中。
青木
演 - 伏見哲夫（第1シリーズ・1997年スペシャル）
スナックのマスター。

### ゲスト

#### 第1シリーズ（1991年）
第1話「女子大生レイプ殺人の華麗な推理 有罪率99%の逆転法廷!」
- 中村玉緒、木田三千雄、守田比呂也、前田昌明、斎藤洋介、大川銀二、安藤圭一、加世幸市、森康子、吉野広昭、藤原秀樹、平井力、沼田直也、石沢晶、市川美和、井村翔子、長尾麻未、福地かおり、高原あきら、桜井麗子、南野千夏、鈴木弘辰、市川伸一郎、平賀俊幸、加藤武

第2話「美人スチュワーデス殺人! 覗かれた危険な密会」
- 沖直美、河西健二、宮部昭夫、三平利佳、小林ひさよ、三川雄三、菅原千加代、斉木しげる、小鹿番

第3話「古都金沢・加賀友禅殺人事件 罠に落ちた人妻」
- 結城美栄子、浅野愛子、中丸新将、佐々木敏、奥野匡、久保晶、木村翠、沢田浩二、田島基吉、森井睦、坂西良太、大森啓祠朗、吉見純麿、中野誠也、下元勉

第4話「新婚初夜殺人事件 疑われた密会の花嫁!」
- 可愛かずみ、二階堂千寿、武野功雄、須永慶、伊藤眞、ひかる一平、黒瀧順治、平田麻里子、杉仲彩、平泉成、原知佐子

第5話「ママハハvs実母! 娘はどちらの手に? 涙の決断」
- 津山好子 - 熊谷真実
- 山西執行官 - 金子研三
- 妹尾裁判官 - 石丸謙二郎
- 竹澤京子 - 岡本舞
- 三田村賢二、深谷隆、長尾麻未

第6話「美人外科医の完全犯罪! 暴かれたスキャンダル」
- 如月あつ子 - 汀夏子
- 中山久美 - 川村一代
- 新藤洋平 - 山口嘉三
- 浦沢かずこ - 児島美ゆき
- 間壁六郎 - 山本亘
- やまび研、滝川昌良、松見さかえ、安威宗治、阿川藤太、藤井優子

第7話「疑惑のトリカブト殺人! 密会写真トリックの罠」
- 関根英里 - 佐倉しおり
- 関根英輔 - 下條アトム
- 沼田正憲 - 北村総一朗
- 橋本功、山崎満、鶴岡修、磯村千花子、三谷侑未、本田清澄、津村和幸

第8話「極道の妻 真夜中の殺人ダイヤル!」
- 笠井桂子 - 赤座美代子
- 岩森真理 - 小林こずえ
- 北川峻次 - 吉田次昭
- 内田康行 - 重久剛一
- 岩森辰治 - 河原さぶ
- 内山森彦、二瓶鮫一、伊藤昌一、団巖、三上剛史、山野史人、鈴木隆二郎、菅野勝浩、米郁男、布施木昌之、正木秀、船田走、羽根田陽一、小野敦志、岡田俊博、北村学

第9話「美人OLレイプ裁判! 妻の知らない夫の秘密」
- 伊藤智恵子 - 長谷直美
- 山脇啓子 - 橘ゆかり
- 伊藤和彦 - 高岡健二
- 重松収、佐藤正文、鈴木泰明、沢田和美、松下一矢、山口健次、皆川衆、西崎博、田村貫

最終話「非行主婦殺人事件!」
- 芦辺千波 - アイハラ友子
- 芦辺静 - 宝生あやこ
- 草薙幸二郎、守田比呂也、森田順平、小沢一義、田村元治、緑八千代、麻里万里、吉田あゆみ、岩岡真裕、湯山明子、小田島由理、桑名優香

#### 第2シリーズ（1991年）
第1話「成田離婚殺人事件! 新妻レイプの秘密…」
- 沢田千鶴子 - 生稲晃子
- 高木裕美子 - 吉田美江
- 村上省三 - でんでん
- 高木正彦 - 石丸謙二郎
- 佐藤正文、新井量大、山崎満、菅原千加代、森喜行、沼崎悠、加世幸市

第2話「レイプ魔殺人! 美人OLの復讐」
- 川島宏美 - 高島礼子
- 中田浩治 - 三角八朗
- 酒井博行 - 下塚誠
- 中田佐代子 - 松井紀美江
- 朝倉洋一郎 - 山本紀彦
- 久遠利三、下元史朗、大林丈史、山口純平、椎名茂、船戸健行、荒井尚子

第3話「婚約破棄殺人事件! プロポーズを二度した男…」
- 春川律子 - 野村真美
- 笠原静子 - 矢沢美紀
- 森下哲夫、守田比呂也、小林尚臣、伊藤正博、吉岡祐一、田村元治、法福隆幸、吉岡圭二、大塚洋

第4話「不倫殺人! ラブホテルで覗かれた人妻の秘密…」
- 松宮咲恵 - 大塚良重
- 松宮隆 - 青木卓司
- 草間定子 - 小川美那子
- 今野豊樹 - 小野進也
- 松村彦次郎、木村翠、高柳葉子、布施木昌之、高橋豊、塚本ゆう子、福本浩巳、平田哲也

第5話「過去からの殺人者! 離婚妻へ恐怖の匿名電話が…」
- 大林貴子 - 鮎川いずみ
- 大林輝義 - 石山律雄
- 三武正春 - 粟津號
- 増田和江 - 阿木燿子
- 金子研三、青島健介、杉本宗隆、須永慶、阿部六郎、戸沢佑介、後藤えり子、夏川加奈子、岡田俊博、村上青児、佐藤和紀

第6話「アリバイは痴漢!? 姑が覗いた別居妻の夫殺し…」
- 篠崎美保 - 南條玲子
- 篠崎史朗 - 保積ぺぺ
- 堀田博司 - 吉田次昭
- 篠崎加根子 - 馬渕晴子
- 愛川絢子、浅見小四郎、奥野匡、和田周、市原清彦、妹尾洸、田公雄、白坂厚子、黒田優子、堀崎太郎

第7話「魔性の女の完全犯罪!? 離婚殺人の怪しい罠…」
- 藤村敏江 - 竹井みどり
- 清水刑事 - 小島三児
- 管理人 - 小鹿番
- 奥野忠夫 - 新井康弘
- 田山涼成、重久剛一、水島裕子、豊川悦司、松本幸三、内山森彦、松本光弘、柴田浩次、山崎勘太、岡部務、太田有美、鹿島かんな

最終話「結婚占い殺人事件! 挙式前にレイプされた娘!!」
- 古田直行 - 斉藤隆治
- 日向みどり - 青山知可子
- 日向元文 - 梅津栄
- 入江正徳、平映子、奈良坂篤、北川東子、加地健太郎、二瓶鮫一、石黒正男、三井善忠、佐藤裕一、井上拓、市村直樹、前田昌明　

#### 第3シリーズ（1993年）
第1話「みちのく同窓会殺人旅行! 東北新幹線“あおば”途中下車の謎?! 女検事の対決」
- 香川僚子 - 野際陽子
- 篠田香織 - 未來貴子
- 篠田直美 - 八木小織
- 柏木孝雄 - 長谷川初範
- 久我美智子、棟里佳、大綱めぐみ、樋口しげり、内山森彦、加賀谷純一、児玉頼信

第2話「産婦人科女医殺し! 家政婦が見た診察室の秘密…」
- 内海静子 - 余貴美子
- 斉木和男 - 江藤潤
- 折原信彦 - 小沢仁志
- 斉木芳子 - 加納みゆき
- 村松克巳、番哲也、藍田みちる、北澤晶子、早瀬翼

第3話「浴室で殺された女! ビデオが暴いた完全犯罪!!」
- 立花利香 - 原久美子
- 柴山俊夫 - 山本太郎
- 津山啓一 - 佐渡稔
- 野沢裕子 - 麻倉美和
- 重久剛一、野田善子、山崎満、深谷隆、小野敦志、法福隆幸、森善行、戸田知新、松永知巳

第4話「デートレイプ!? 密室で襲われた人妻の秘密…」
- 井上由美子 - 一色彩子
- 井上清 - 阿野伸八
- 久間ちえ - 羽田圭子
- 後藤和幸 - 潮哲也
- 石山雄大、重松収、加藤治、中村元則、酒井麻吏、坂間健司、真鍋敏宏、森井睦

第5話「セクハラ魔殺人! 美人秘書の復讐」
- 茅野陽子 - 広田恵子
- 茅野静子 - 岩本多代
- 岩佐宏之 - 石井愃一
- 岩佐義雄 - エド山口
- 浜田晃、うえだ峻、小牧彩里、戸沢佑介、明石良、ト字たかお、野尻忠正、今井慶子

第6話「不倫の果ての殺意 美人OLの完全犯罪!?」
- 松本祥子 - 松本友里
- 相川耕一 - 趙方豪
- 安岡史朗 - 田島真吾
- 飯田信也 - 沼田爆
- 木村直子、矢田裕貴、新井量大、阿部六郎、北川東子、細川順子

第7話「豪邸で襲われた若妻! 離婚殺人の罠…」
- 室生二郎 - 速水亮
- 鳥塚留美 - 泉本教子
- 有田康子 - 松阪隆子
- 柳川ひとみ - 風間舞子
- 伊藤正博、須永慶、加世幸市、塩入潤、松本明代

第8話「女占い師の犯罪!? 殺人を予告した女」
- 沢田伸子 - 金子美香
- バロン（三村徹） - 小沢一義
- 紅魔耶 - 日向明子
- 川原奈美江 - 鶴岡優紀子
- 庄司永建、松村彦次郎、堀勝之祐、ドン貫太郎、小早川進一、上原恵子、荒井幸三

第9話「盗み撮りされた女! 殺意の女子社員寮…」
- 藤岡千鶴子 - 杉田かおる
- 本間吾郎 - 井出一馬
- 村上智子 - 植田あつき
- 及川ヒロオ、杜澤泰文、渡辺哲、林昭夫、阪上和子、橘未於、香月純子、西城まり子、川村一代、小島なおみ、新富重夫、宮元慎司

第10話「レイプ!! 狙われた美人キャスター」
- 笠井恵利 - 秋本奈緒美
- 平田洋子 - 井上彩名
- 滝川実 - 芹沢名人
- 藤田啓而、長沢大、松熊信義、加門良、石浜加奈恵、入鹿尊、佐藤康治、飯田和平、戸田昌宏、伊藤英敏、寺西剛志

最終話「襲われた新妻! セクハラ殺人の罠」
- 山根明美 - 武田久美子
- 桜井真一 - 岡野進一郎
- 高井恭子 - 清水めぐみ
- 笹岡浩平 - 山本清
- 藤崎仁美、平野稔、大矢兼臣、泉晶子、武田伸也、末次眞三郎、鈴木隆二郎、金野恵子

#### 2時間スペシャル（1997年）
「京都東山 美人デザイナー連続殺人! 家元は見た!? 非常階段トリックの秘密!!」
- 藤野律子（デザイナー） - 川島なお美
- 浅野光夫（ウェザー・ジャパン勤務・律子の恋人） - 羽場裕一
- 本間義明（本間アド企画社長） - エド山口
- 藤野綾（藤野流家元・律子の叔母） - 丘さとみ
- 生田善次郎（マンションの管理人） - 奥村公延
- 白石和雄（カメラマン） - 春田純一
- 六平直政、森下哲夫、須永慶、内山森彦、柴田林太郎、中上ちか、羽根田陽一、有坂果織、具志堅安史、岡部務、岩井理恵子、小林久和、橘川丈二郎、望月愛子、杉仲彩、落合真美、要辰徳

## スタッフ
- 作 - 長坂秀佳（第1シリーズのみ、第2シリーズ以降は原案）、橋本以蔵（第1、3シリーズ）、ちゃき克彰（第1 - 3シリーズ）、中村勝行（第2、3シリーズ、2時間スペシャル）、小林竜雄（第2シリーズのみ）、金子裕（第2シリーズのみ）、清水喜美子（第2、3シリーズ）、高橋正康（第3シリーズのみ）、沢村一幸（第3シリーズのみ）
- 音楽 - 渡辺俊幸（第1シリーズ）、渡辺博也（第2、3シリーズ、2時間スペシャル）
- 主題歌
  - 第1シリーズ - 浜田麻里「Empty Room」
  - 第2シリーズ - ZARD「もう探さない」
  - 第3シリーズ - GAO「夢のひと」
- 法律監修 - 新井宏明
- 技術協力 - 東通（第1、2シリーズ）、Swit（第3シリーズ）
- 美術/スタジオ協力 - にっかつ撮影所（第1、第2シリーズ）、アート・ワン（第3シリーズ）
- 選曲 - 合田豊
- 助監督 - 今井和久
- プロデューサー - 五十嵐文郎（テレビ朝日）･東城祐司(PDS)･小川良尚(PDS)（第2、3シリーズ）
- プロデューサー補 - 遠田孝一､江森浩子
- 制作協力 - テイクシステムズ（第3シリーズ）
- 監督 - 吉田啓一郎、中村金太、新村良二、今井和久
- 製作 - テレビ朝日、PDS（2時間スペシャルのみMMJ）

## 放送日程

### 第1シリーズ
- 初回のみ108分（20:00 - 21:48）。

| 各話                                                          | 放送日        | サブタイトル                                        | 脚本       | 演出       | 視聴率 |
| ------------------------------------------------------------- | ------------- | --------------------------------------------------- | ---------- | ---------- | ------ |
| 第1話                                                         | 1991年1月10日 | 女子大生レイプ殺人の華麗な推理 有罪率99%の逆転法廷! | 長坂秀佳   | 吉田啓一郎 | 10.9%  |
| 第2話                                                         | 1月24日       | 美人スチュワーデス殺人! 覗かれた危険な密会          | 長坂秀佳   | 吉田啓一郎 | 10.2%  |
| 第3話                                                         | 1月31日       | 古都金沢・加賀友禅殺人事件 罠に落ちた人妻           | 長坂秀佳   | 中村金太   | 09.5%  |
| 第4話                                                         | 2月14日       | 新婚初夜殺人事件 疑われた密会の花嫁!                | 橋本以蔵   | 中村金太   | 08.1%  |
| 第5話                                                         | 2月21日       | ママハハvs実母! 娘はどちらの手に? 涙の決断          | 長坂秀佳   | 吉田啓一郎 | 06.2%  |
| 第6話                                                         | 2月24日       | 美人外科医の完全犯罪! 暴かれたスキャンダル          | 橋本以蔵   | 吉田啓一郎 | 09.8%  |
| 第7話                                                         | 3月07日       | 疑惑のトリカブト殺人! 密会写真トリックの罠          | 長坂秀佳   | 中村金太   | 09.0%  |
| 第8話                                                         | 3月14日       | 極道の妻 真夜中の殺人ダイヤル!                      | 橋本以蔵   | 中村金太   | 08.9%  |
| 第9話                                                         | 3月21日       | 美人OLレイプ裁判! 妻の知らない夫の秘密              | ちゃき克彰 | 新村良二   | 13.2%  |
| 最終話                                                        | 3月28日       | 非行主婦殺人事件!                                   | 長坂秀佳   | 中村金太   | 10.4%  |
| 平均視聴率 9.6%（視聴率はビデオリサーチ調べ、関東地区・世帯） |               |                                                     |            |            |        |

### 第2シリーズ
| 各話                                                           | 放送日         | サブタイトル                                | 脚本       | 演出       | 視聴率 |
| -------------------------------------------------------------- | -------------- | ------------------------------------------- | ---------- | ---------- | ------ |
| 第1話                                                          | 1991年10月17日 | 成田離婚殺人事件! 新妻レイプの秘密…         | 中村勝行   | 吉田啓一郎 | 13.7%  |
| 第2話                                                          | 10月24日       | レイプ魔殺人! 美人OLの復讐                  | 中村勝行   | 吉田啓一郎 | 14.3%  |
| 第3話                                                          | 11月07日       | 婚約破棄殺人事件! プロポーズを二度した男…   | 塩田千種   | 新村良二   | 12.3%  |
| 第4話                                                          | 11月14日       | 不倫殺人! ラブホテルで覗かれた人妻の秘密…   | 小林竜雄   | 新村良二   | 11.9%  |
| 第5話                                                          | 11月21日       | 過去からの殺人者! 離婚妻へ恐怖の匿名電話が… | 金子裕     | 吉田啓一郎 | 13.3%  |
| 第6話                                                          | 11月28日       | アリバイは痴漢!? 姑が覗いた別居妻の夫殺し…  | 清水貴美子 | 吉田啓一郎 | 12.6%  |
| 第7話                                                          | 12月12日       | 魔性の女の完全犯罪!? 離婚殺人の怪しい罠…    | ちゃき克彰 | 新村良二   | 12.2%  |
| 最終話                                                         | 12月19日       | 結婚占い殺人事件! 挙式前にレイプされた娘!!  | 塩田千種   | 吉田啓一郎 | 12.4%  |
| 平均視聴率 12.8%（視聴率はビデオリサーチ調べ、関東地区・世帯） |                |                                             |            |            |        |

### 第3シリーズ
- 初回のみ108分（20:00 - 21:48）。

| 各話                                                           | 放送日        | サブタイトル                                                          | 脚本       | 演出       | 視聴率 |
| -------------------------------------------------------------- | ------------- | --------------------------------------------------------------------- | ---------- | ---------- | ------ |
| 第1話                                                          | 1993年1月07日 | みちのく同窓会殺人旅行! 東北新幹線“あおば”途中下車の謎?! 女検事の対決 | 中村勝行   | 吉田啓一郎 | 14.6%  |
| 第2話                                                          | 1月14日       | 産婦人科女医殺し! 家政婦が見た診察室の秘密…                           | 橋本以蔵   | 吉田啓一郎 | 12.4%  |
| 第3話                                                          | 1月21日       | 浴室で殺された女! ビデオが暴いた完全犯罪!!                            | 中村勝行   | 新村良二   | 14.2%  |
| 第4話                                                          | 1月28日       | デートレイプ!? 密室で襲われた人妻の秘密…                              | 橋本以蔵   | 新村良二   | 13.2%  |
| 第5話                                                          | 2月04日       | セクハラ魔殺人! 美人秘書の復讐                                        | 中村勝行   | 吉田啓一郎 | 13.7%  |
| 第6話                                                          | 2月11日       | 不倫の果ての殺意 美人OLの完全犯罪!?                                   | 清水喜美子 | 吉田啓一郎 | 11.6%  |
| 第7話                                                          | 2月18日       | 豪邸で襲われた若妻! 離婚殺人の罠…                                     | 橋本以蔵   | 今井和久   | 16.5%  |
| 第8話                                                          | 2月25日       | 女占い師の犯罪!? 殺人を予告した女                                     | 中村勝行   | 今井和久   | 15.1%  |
| 第9話                                                          | 3月04日       | 盗み撮りされた女! 殺意の女子社員寮…                                   | ちゃき克彰 | 新村良二   | 16.6%  |
| 第10話                                                         | 3月11日       | レイプ!! 狙われた美人キャスター                                       | 高橋正康   | 新村良二   | 12.6%  |
| 最終話                                                         | 3月18日       | 襲われた新妻! セクハラ殺人の罠                                        | 沢村一幸   | 吉田啓一郎 | 15.1%  |
| 平均視聴率 14.1%（視聴率はビデオリサーチ調べ、関東地区・世帯） |               |                                                                       |            |            |        |

### 2時間スペシャル
- 108分（20:00 - 21:48）。

| 放送日       | サブタイトル                                                           | 脚本     | 演出       | 視聴率 |
| ------------ | ---------------------------------------------------------------------- | -------- | ---------- | ------ |
| 1997年1月9日 | 京都東山 美人デザイナー連続殺人! 家元は見た!? 非常階段トリックの秘密!! | 中村勝行 | 吉田啓一郎 | 11.2%  |

## ネット局
- 東京都・関東広域圏 ANB〔現EX〕 テレビ朝日
- 北海道 HTB 北海道テレビ放送
- 青森県 RAB 青森放送（第1シリーズ）→ABA 青森朝日放送（第2シリーズ以降）
- 岩手県 ?
- 宮城県 KHB 東日本放送
- 秋田県 ABS 秋田放送→AAB 秋田朝日放送（第3シリーズ以降）
- 山形県 YBC 山形放送→YTS 山形テレビ（2時間スペシャル）
- 福島県 KFB 福島放送
- 新潟県 NT21〔現UX〕 新潟テレビ21
- 山梨県 YBS 山梨放送
- 長野県 SBC 信越放送（第１シリーズ）→ABN 長野朝日放送（第2シリーズ以降）
- 静岡県 SKT 静岡けんみんテレビ〔現SATV 静岡朝日テレビ〕
- 富山県 KNB 北日本放送
- 石川県 ITC 石川テレビ放送（第1シリーズ）→HAB 北陸朝日放送（第2シリーズ以降）
- 福井県 FBC 福井放送
- 愛知県・中京圏 NBN 名古屋テレビ放送
- 近畿広域圏 ABC 朝日放送
- 鳥取県・島根県 BSS 山陰放送
- 岡山県・香川県 KSB 瀬戸内海放送
- 広島県 HOME 広島ホームテレビ
- 山口県 KRY山口放送→YAB 山口朝日放送（1993年開局後、午後のローカル枠で放送）
- 徳島県 JRT 四国放送
- 愛媛県 ?
- 高知県 RKC 高知放送
- 福岡県 KBC 九州朝日放送
- 長崎県 NCC 長崎文化放送
- 熊本県 KAB 熊本朝日放送
- 大分県 ?
- 宮崎県 ?
- 鹿児島県 KKB 鹿児島放送
- 沖縄県 ?

## その他
- ゲストとして出演した野際陽子と川島なお美は、『7人の女弁護士』にメインキャストで出演している。
- これまでにも何度か再放送されており、『7人の女弁護士』の宣伝を意識しているかは不明であるが、1997年のスペシャルは、2006年4月8日に朝日放送の「おひるのワイド120」枠で、同年4月12日には名古屋テレビ放送の「メ〜テレ劇場」で再放送された。さらに同年4月19日から5月30日までは、兵庫県の独立UHF放送局であるサンテレビの「連続テレビ映画」枠で、賀来千香子版の第1シリーズから第3シリーズまでの全話が再放送された（但し、サンテレビでの放送では再放送扱いにはなっておらず、2時間スペシャルは、1時間の尺に合わせて前編・後編に分けて放送された）。また、衛星放送のCS放送局であるテレ朝チャンネルやミステリチャンネルでも再放映されている。

| テレビ朝日系 木曜ドラマ                                | テレビ朝日系 木曜ドラマ                                     | テレビ朝日系 木曜ドラマ                              |
| 前番組                                                 | 番組名                                                      | 次番組                                               |
| ------------------------------------------------------ | ----------------------------------------------------------- | ---------------------------------------------------- |
| 冬の来る前に （1990年12月13日 - 12月20日）             | 七人の女弁護士（第1シリーズ） （1991年1月10日 - 3月28日）   | 芸者小春の華麗な冒険 （1991年4月11日 - 6月20日）     |
| 外科病棟女医の事件ファイル （1991年7月11日 - 9月19日） | 七人の女弁護士（第2シリーズ） （1991年10月17日 - 12月19日） | 真夜中は別の顔 （1992年1月9日 - 3月12日）            |
| 大空港'92〜愛の旅立ち〜 （1992年10月15日 - 12月17日）  | 七人の女弁護士（第3シリーズ） （1993年1月7日 - 3月18日）    | セールスレディは何を見た （1993年4月15日 - 6月24日） |